# Galumna irazu
Galumna irazu är en kvalsterart som beskrevs av P. Balogh 1997. Galumna irazu ingår i släktet Galumna och familjen Galumnidae. Inga underarter finns listade i Catalogue of Life.